# Santo Estêvão e Moita
Santo Estêvão e Moita (oficialmente: União das Freguesias de Santo Estêvão e Moita) é uma freguesia portuguesa do município do Sabugal, com 29 km² de área e 327 habitantes (censo de 2021). A sua densidade populacional é 11,3 hab./km².

## História
Foi criada aquando da reorganização administrativa de 2012/2013,  resultando da agregação das antigas freguesias de Santo Estêvão e Moita.

## Demografia
A população registada nos censos foi:
| Distribuição da População por Grupos Etários | Distribuição da População por Grupos Etários | Distribuição da População por Grupos Etários | Distribuição da População por Grupos Etários | Distribuição da População por Grupos Etários | Distribuição da População por Grupos Etários |
| -------------------------------------------- | -------------------------------------------- | -------------------------------------------- | -------------------------------------------- | -------------------------------------------- | -------------------------------------------- |
| Antes da agregação                           |                                              |                                              |                                              |                                              |                                              |
| Ano                                          | 0-14 anos                                    | 15-24 anos                                   | 25-64 anos                                   | >= 65 anos                                   | Total                                        |
| 2001                                         | 40                                           | 54                                           | 196                                          | 243                                          | 533                                          |
| 2011                                         | 26                                           | 20                                           | 150                                          | 217                                          | 413                                          |
| Após a agregação                             |                                              |                                              |                                              |                                              |                                              |
| Ano                                          | 0-14 anos                                    | 15-24 anos                                   | 25-64 anos                                   | >= 65 anos                                   | Total                                        |
| 2021                                         | 20                                           | 19                                           | 106                                          | 182                                          | 327                                          |